# Šahrisabz
Šachrizabz (v minulosti nazýváno Keš) je město v Uzbekistánu, jehož populace v roce 2014 byla přibližně 100 000 obyvatel. Leží ve východní části země, přibližně 80 km od Samarkandu a 70 km od tádžických hranic. 
Je známé jako rodné město Tamerlána (1336–1405), jednoho z velkých středověkých vojevůdců. Ve městě se nachází množství historických památek především světské výstavby z 15. a 16. století z období vlády Tímúrovské dynastie. Tamerlán považoval Šachrizabzu za své domovské město a v počátcích své vlády zadal výstavbu řady monumentálních staveb (nachází se zde i jeho hrob). Hlavním městem vznikající Tímúrovské říše se však stal Samarkand. 
V roce 2000 bylo zdejší historické centrum přiřazeno ke světovému dědictví UNESCO. Od roku 2016 je zapsáno i mezi památky světového dědictví v ohrožení (především kvůli necitlivému rozvoji města). 
Organizace ekonomické spolupráce (ECO) vybrala Šachrisabz jako hlavní město turistiky v roce 2024.

## Fotogalerie

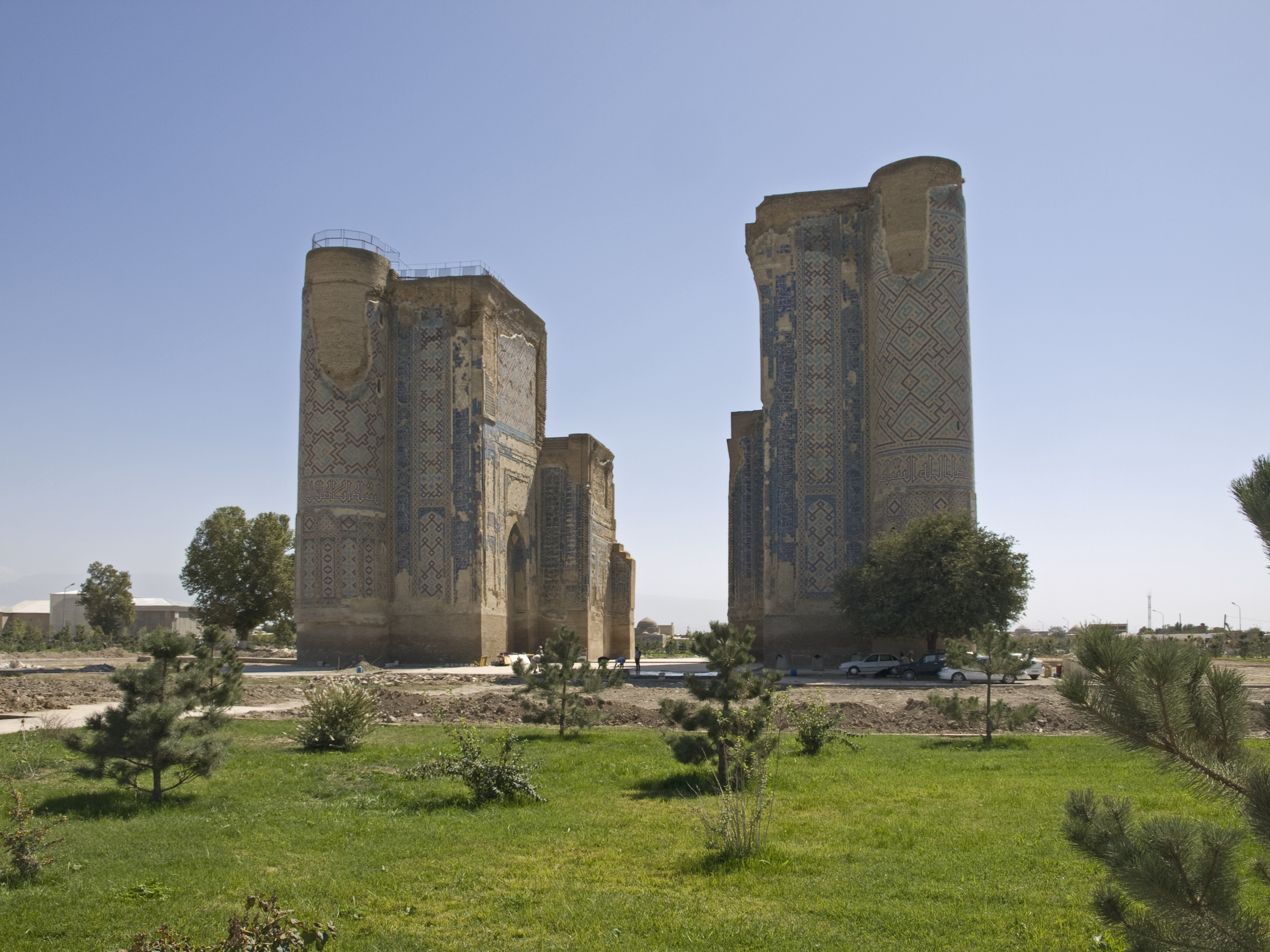
Zbytky monumentálního portálu Tamerlánova sídelního Bílého paláce (Ak-saraj), budovaného v letech 1380–1404 (pohled zevnitř); extrapolací bylo zjištěno, že vrchol portálu dosahoval 70 m a rozpětí jeho oblouku 22,5 m
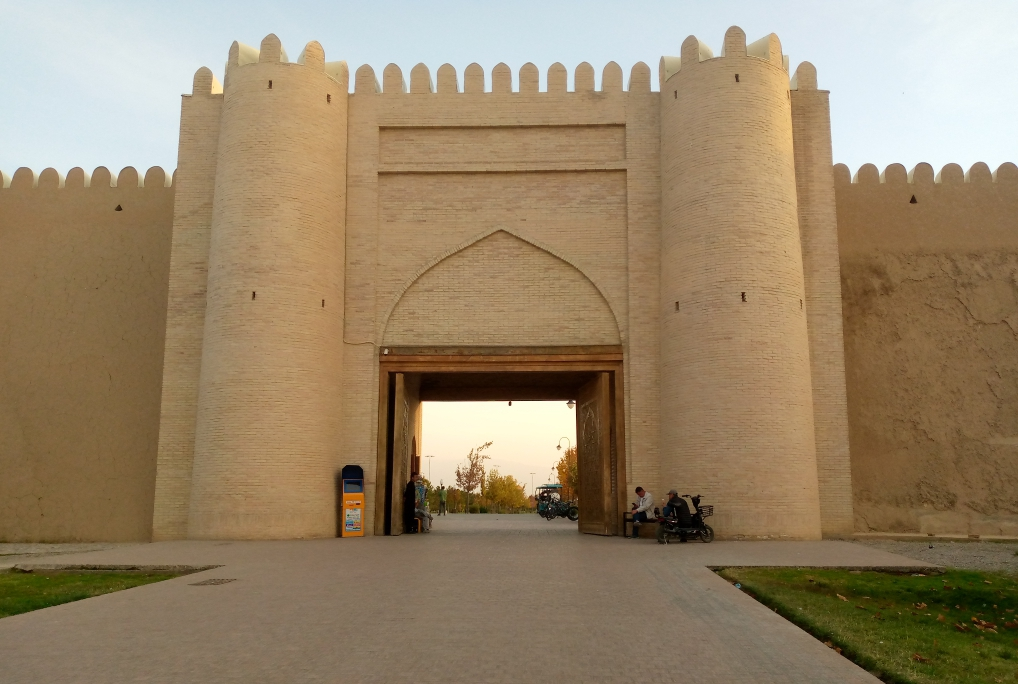
Samarkandská (tj. směřující na sever) brána v hradbách města
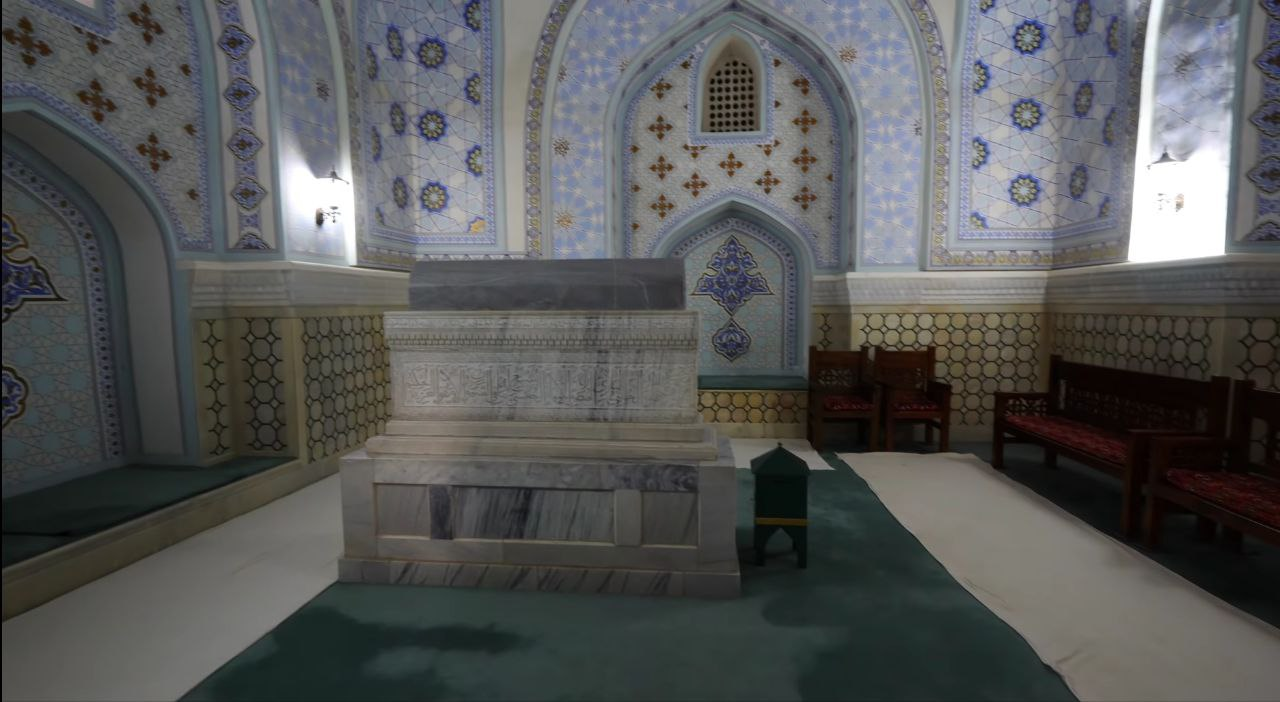
Tumba Tamerlánova učitele šejcha Šamsuddína Kulola (†1360) v jeho mauzoleu
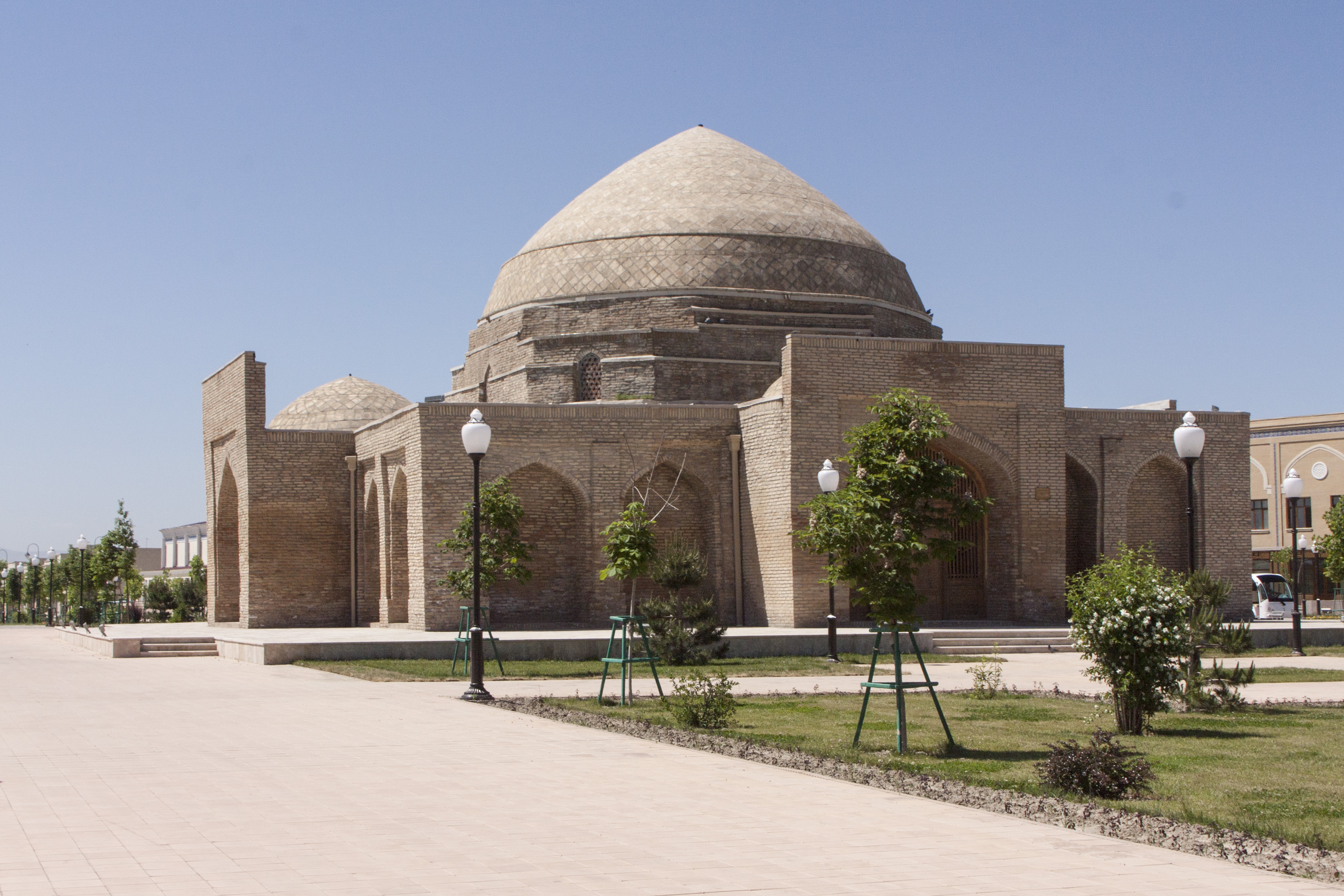
Městské kryté tržiště (bazar) Čorsu ze 16. století
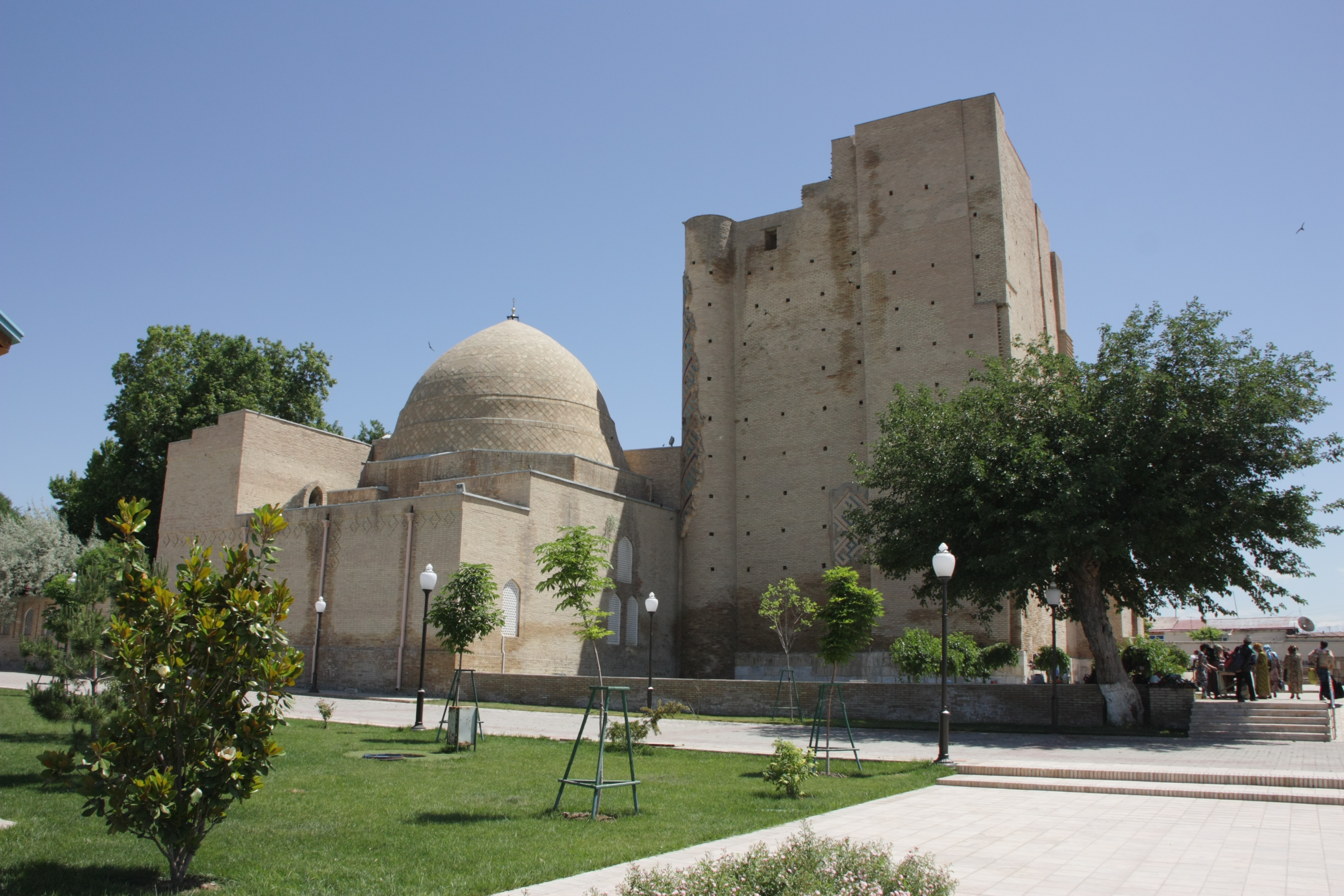
Mauzoleum prince Džahángíra Mirzy ibn Timura (†1376), nejoblíbenějšího Tamerlánova syna